# Wereldkampioenschap superbike van Donington 2015
Het wereldkampioenschap superbike van Donington 2015 was de zesde ronde van het wereldkampioenschap superbike en het wereldkampioenschap Supersport 2015. De races werden verreden op 24 mei 2015  op Donington Park in North West Leicestershire, Verenigd Koninkrijk.

## Superbike

### Race 1
Michael van der Mark werd gediskwalificeerd omdat hij weer het circuit op reed nadat hij officieel was uitgevallen.
| Pos | Nr | Rijder               | Constructeur | Rondes | Tijd              | Grid | Punten |
| --- | -- | -------------------- | ------------ | ------ | ----------------- | ---- | ------ |
| 1   | 66 | Tom Sykes            | Kawasaki     | 23     | 33:59.865         | 1    | 25     |
| 2   | 65 | Jonathan Rea         | Kawasaki     | 23     | +3.743            | 2    | 20     |
| 3   | 7  | Chaz Davies          | Ducati       | 23     | +15.140           | 6    | 16     |
| 4   | 91 | Leon Haslam          | Aprilia      | 23     | +18.304           | 4    | 13     |
| 5   | 86 | Ayrton Badovini      | BMW          | 23     | +20.362           | 11   | 11     |
| 6   | 22 | Alex Lowes           | Suzuki       | 23     | +20.848           | 5    | 10     |
| 7   | 81 | Jordi Torres         | Aprilia      | 23     | +21.807           | 13   | 9      |
| 8   | 1  | Sylvain Guintoli     | Honda        | 23     | +24.346           | 9    | 8      |
| 9   | 2  | Leon Camier          | MV Agusta    | 23     | +30.570           | 7    | 7      |
| 10  | 44 | David Salom          | Kawasaki     | 23     | +39.074           | 10   | 6      |
| 11  | 36 | Leandro Mercado      | Ducati       | 23     | +44.023           | 15   | 5      |
| 12  | 18 | Nicolás Terol        | Ducati       | 23     | +46.925           | 14   | 4      |
| 13  | 40 | Román Ramos          | Kawasaki     | 23     | +50.871           | 16   | 3      |
| 14  | 14 | Randy de Puniet      | Suzuki       | 23     | +1:06.993         | 18   | 2      |
| 15  | 59 | Niccolò Canepa       | Kawasaki     | 23     | +1:09.883         | 19   | 1      |
| 16  | 23 | Christophe Ponsson   | Kawasaki     | 23     | +1:26.098         | 17   |        |
| 17  | 34 | Davide Giugliano     | Ducati       | 22     | +1 ronde          | 3    |        |
| 18  | 75 | Gábor Rizmayer       | BMW          | 22     | +1 ronde          | 22   |        |
| 19  | 10 | Imre Tóth            | BMW          | 22     | +1 ronde          | 21   |        |
| DNF | 51 | Santiago Barragán    | Kawasaki     | 17     | Uitgevallen       | 20   |        |
| DNF | 15 | Matteo Baiocco       | Ducati       | 13     | Ongeluk           | 8    |        |
| DSQ | 60 | Michael van der Mark | Honda        | 8      | Gediskwalificeerd | 12   |        |

### Race 2
| Pos | Nr | Rijder               | Constructeur | Rondes | Tijd           | Grid | Punten |
| --- | -- | -------------------- | ------------ | ------ | -------------- | ---- | ------ |
| 1   | 66 | Tom Sykes            | Kawasaki     | 23     | 33:52.649      | 1    | 25     |
| 2   | 65 | Jonathan Rea         | Kawasaki     | 23     | +9.772         | 2    | 20     |
| 3   | 7  | Chaz Davies          | Ducati       | 23     | +12.304        | 6    | 16     |
| 4   | 91 | Leon Haslam          | Aprilia      | 23     | +15.601        | 4    | 13     |
| 5   | 34 | Davide Giugliano     | Ducati       | 23     | +15.779        | 3    | 11     |
| 6   | 22 | Alex Lowes           | Suzuki       | 23     | +23.136        | 5    | 10     |
| 7   | 81 | Jordi Torres         | Aprilia      | 23     | +26.674        | 13   | 9      |
| 8   | 1  | Sylvain Guintoli     | Honda        | 23     | +27.206        | 9    | 8      |
| 9   | 86 | Ayrton Badovini      | BMW          | 23     | +31.469        | 11   | 7      |
| 10  | 15 | Matteo Baiocco       | Ducati       | 23     | +34.659        | 8    | 6      |
| 11  | 40 | Román Ramos          | Kawasaki     | 23     | +36.298        | 16   | 5      |
| 12  | 44 | David Salom          | Kawasaki     | 23     | +36.682        | 10   | 4      |
| 13  | 36 | Leandro Mercado      | Ducati       | 23     | +1:17.739      | 15   | 3      |
| 14  | 14 | Randy de Puniet      | Suzuki       | 23     | +1:24.434      | 18   | 2      |
| 15  | 51 | Santiago Barragán    | Kawasaki     | 23     | +1:24.601      | 20   | 1      |
| 16  | 75 | Gábor Rizmayer       | BMW          | 22     | +1 ronde       | 22   |        |
| 17  | 10 | Imre Tóth            | BMW          | 22     | +1 ronde       | 21   |        |
| DNF | 23 | Christophe Ponsson   | Kawasaki     | 7      | Ongeluk        | 17   |        |
| DNF | 18 | Nicolás Terol        | Ducati       | 6      | Ongeluk        | 14   |        |
| DNF | 59 | Niccolò Canepa       | Kawasaki     | 4      | Uitgevallen    | 19   |        |
| DNF | 60 | Michael van der Mark | Honda        | 4      | Uitgevallen    | 12   |        |
| DNF | 2  | Leon Camier          | MV Agusta    | 3      | Schade ongeluk | 7    |        |

## Supersport
| Pos | Nr  | Rijder             | Constructeur | Rondes | Tijd           | Grid | Punten |
| --- | --- | ------------------ | ------------ | ------ | -------------- | ---- | ------ |
| 1   | 54  | Kenan Sofuoğlu     | Kawasaki     | 20     | 30:20.711      | 1    | 25     |
| 2   | 16  | Jules Cluzel       | MV Agusta    | 20     | +0.891         | 3    | 20     |
| 3   | 77  | Kyle Ryde          | Yamaha       | 20     | +7.968         | 2    | 16     |
| 4   | 87  | Lorenzo Zanetti    | MV Agusta    | 20     | +8.124         | 5    | 13     |
| 5   | 99  | P.J. Jacobsen      | Kawasaki     | 20     | +12.388        | 6    | 11     |
| 6   | 80  | Luke Stapleford    | Triumph      | 20     | +16.135        | 4    | 10     |
| 7   | 94  | Sam Hornsey        | Triumph      | 20     | +22.879        | 7    | 9      |
| 8   | 4   | Gino Rea           | Honda        | 20     | +29.055        | 8    | 8      |
| 9   | 66  | Niki Tuuli         | Yamaha       | 20     | +35.607        | 16   | 7      |
| 10  | 67  | Andy Reid          | Honda        | 20     | +36.043        | 13   | 6      |
| 11  | 44  | Roberto Rolfo      | Honda        | 20     | +36.758        | 9    | 5      |
| 12  | 84  | Riccardo Russo     | Honda        | 20     | +40.545        | 15   | 4      |
| 13  | 36  | Martín Cárdenas    | Honda        | 20     | +43.813        | 17   | 3      |
| 14  | 11  | Christian Gamarino | Kawasaki     | 20     | +47.071        | 14   | 2      |
| 15  | 74  | Kieran Clarke      | Honda        | 20     | +50.450        | 22   | 1      |
| 16  | 68  | Glenn Scott        | Honda        | 20     | +50.852        | 21   |        |
| 17  | 24  | Marcos Ramírez     | Honda        | 20     | +1:16.406      | 28   |        |
| 18  | 10  | Nacho Calero       | Honda        | 20     | +1:19.071      | 25   |        |
| DNF | 41  | Aiden Wagner       | Kawasaki     | 17     | Ongeluk        | 19   |        |
| DNF | 14  | Lucas Mahias       | Kawasaki     | 16     | Uitgevallen    | 20   |        |
| DNF | 34  | Ezequiel Iturrioz  | Kawasaki     | 14     | Uitgevallen    | 27   |        |
| DNF | 61  | Fabio Menghi       | Yamaha       | 10     | Uitgevallen    | 10   |        |
| DNF | 5   | Marco Faccani      | Kawasaki     | 10     | Schade ongeluk | 24   |        |
| DNF | 19  | Kevin Wahr         | Honda        | 7      | Uitgevallen    | 11   |        |
| DNF | 25  | Alex Baldolini     | MV Agusta    | 7      | Uitgevallen    | 18   |        |
| DNF | 111 | Kyle Smith         | Honda        | 3      | Ongeluk        | 12   |        |
| DNF | 161 | Alexey Ivanov      | Yamaha       | 0      | Ongeluk        | 26   |        |
| DNF | 6   | Dominic Schmitter  | Kawasaki     | 0      | Ongeluk        | 23   |        |

## Tussenstanden na wedstrijd

### Superbike
| Pos | Nr | Rijder       | Team     | Punten |
| --- | -- | ------------ | -------- | ------ |
| 1   | 65 | Jonathan Rea | Kawasaki | 280    |
| 2   | 91 | Leon Haslam  | Aprilia  | 179    |
| 3   | 66 | Tom Sykes    | Kawasaki | 178    |
| 4   | 7  | Chaz Davies  | Ducati   | 155    |
| 5   | 81 | Jordi Torres | Aprilia  | 117    |

### Supersport
| Pos | Nr | Rijder          | Team      | Punten |
| --- | -- | --------------- | --------- | ------ |
| 1   | 54 | Kenan Sofuoğlu  | Kawasaki  | 130    |
| 2   | 16 | Jules Cluzel    | MV Agusta | 85     |
| 3   | 99 | P.J. Jacobsen   | Kawasaki  | 79     |
| 4   | 87 | Lorenzo Zanetti | MV Agusta | 70     |
| 5   | 4  | Gino Rea        | Honda     | 54     |

1988 · 1989 · 1990 · 1991 · 1992 · 1993 · 1994 (I) · 1994 (II) · 1995 · 1996 · 1997 · 1998 · 1999 · 2000 · 2001 · 2007 · 2008 · 2009 · 2011 · 2012 · 2013 · 2014 · 2015 · 2016 · 2017 · 2018 · 2019 · 2021 · 2022 · 2023 · 2024 · 2025